# NGC 7695
NGC 7695 (również PGC 71726) – galaktyka soczewkowata (S0), znajdująca się w gwiazdozbiorze Ryb. Odkrył ją Albert Marth 18 listopada 1864 roku.